# XChat
XChat (X-Chat vagy xchat) egyike a legelterjedtebb IRC-klienseknek a Unix-szerű rendszerekhez. Elérhető még Windowsra és Mac OS X-re is (a natív Mac OS X-verzió neve X-Chat Aqua, az X11-es verziót a Fink projekt tartja karban). Választható füles vagy fa elrendezésű felhasználói felület, képes egy időben több kiszolgálóra is csatlakozni, magas szinten testreszabható. Elérhető karakteres és grafikus verziója is, bár a grafikus verzió sokkal elterjedtebb. GNU General Public License alatt terjeszthető, és GTK+ eszközkészletet használ a felületéhez.
Az XChat fut többek között a következő operációs rendszereken: GNU/Linux, FreeBSD, NetBSD, OpenBSD, Solaris, AIX, IRIX, Mac OS X, Windows 98/ME/NT/2000/XP/Vista.

## Szolgáltatások
Xchat egy teljes értékű IRC-kliens, tartalmaz minden alapvető funkciót, ami megtalálható a legtöbb IRC-kliensben, többek között a CTCP-t, DCC fájlküldést és csevegést, és egy bővítmény rendszert a különböző programozási nyelvekhez (C vagy C++, Perl, Python, Tcl, Ruby, Lua, CLISP, D, DMDScript). Továbbá támogatja a kódolt kapcsolódást SSL használatával. Bővítmények írásával kiterjeszthetőek és testreszabhatóak az Xchat szolgáltatásai.

## Shareware-vita
2004. augusztus 23-án a hivatalos windowsos Xchat shareware-ré vált, és fizetni kell érte. Az előző freeware windowsos verziók el lettek távolítva a hivatalos honlapról. Az XChatnek ez a lépése sok vitát váltott ki.
Nem hivatalos windowsos XChat verziók ingyen elérhetőek a készítőktől, akik karbantartják a legújabb kiadások binárisait, és gyakran leforgatják Cvs-ből azt.